# Les Menus
Les Menus település Franciaországban, Orne megyében. Lakosainak száma 241 fő (2022. január 1.). Les Menus Fontaine-Simon, Manou, Moutiers-au-Perche, Le Pas-Saint-l’Homer és Longny les Villages községekkel határos.

## Népesség
A település népességének változása:
| Lakosok száma | 194  | 221  | 240  | 237  | 237  | 238  | 239  | 240  | 241  |
|               | 2013 | 2015 | 2016 | 2017 | 2018 | 2019 | 2020 | 2021 | 2022 |